# Катастрофа DC-9 под Шарлоттом
Катастрофа DC-9 под Шарлоттом — крупная авиационная катастрофа, произошедшая утром в среду 11 сентября 1974 года. Авиалайнер McDonnell Douglas DC-9-31 авиакомпании Eastern Air Lines выполнял внутренний рейс EA212 по маршруту Чарлстон—Шарлотт—Чикаго, но при заходе на посадку в Шарлотте врезался в деревья и рухнул на землю недалеко от аэропорта Шарлотта. Из находившихся на его борту 82 человек (78 пассажиров и 4 члена экипажа) выжили 10.
Согласно заключению следователей, причиной катастрофы стали многочисленные ошибки пилотов — при выполнении захода на посадку они фактически не контролировали полёт, а разговаривали на посторонние темы. После этой катастрофы было разработано и внедрено «Правило стерильной кабины», запрещающее подобные разговоры в момент взлёта самолёта и посадки, а также на небольших высотах.

## Самолёт
McDonnell Douglas DC-9-31 (регистрационный номер N8984E, заводской 47400, серийный 443, флотский 984) был выпущен в 1968 году и свой первый полёт совершил 26 декабря. 30 января 1969 года поступил в авиакомпанию Eastern Air Lines. Оснащён двумя турбореактивными двигателями Pratt & Whitney JT8D-7B. Последний периодический ремонт проходил 7 января 1974 года на ремонтной базе авиакомпании Eastern Air Lines в Майами (Флорида), а последнее периодическое обслуживание проходил 1 июля 1974 года по форме № 4 на базе Eastern Air Lines в Атланте (Джорджия). На день катастрофы налетал 16 860 часов.
При вылете в роковой рейс в его баках находились 7900 килограммов авиационного керосина типа «A», а в момент катастрофы его по оценке оставалось 5900 килограммов. Общий вес лайнера на момент катастрофы по оценке составлял 41 000 килограммов при центровке 21 % САХ, что находится в пределах допустимого.

## Экипаж
Состав экипажа рейса EA212 был таким:
- Командир воздушного судна (КВС) — 49-летний Джеймс Э. Ривз (англ. James E. Reeves). Опытный пилот, в авиакомпании Eastern Air Lines проработал 18 лет и 3 месяца (с 18 июня 1956 года). Имел квалификацию пилота Convair 240/340/440, Lockheed L-188 Electra и McDonnell Douglas DC-9, а также одномоторные самолёты. Налетал 8876 часов (в должности КВС), 3856 из них на McDonnell Douglas DC-9. Последние проверки квалификации проходил с оценками «хорошо» и «отлично». Перед работой отдыхал 13,5 часов; продолжительность работы на момент катастрофы составляла 3 часа[5][6].
- Второй пилот — 36-летний Джеймс М. Дэниэлс-младший (англ. James M. Daniels, Jr.). Опытный пилот, в авиакомпании Eastern Air Lines проработал 8 лет и 4 месяца (с 9 мая 1966 года). Имел квалификацию пилота одно- и многомоторных самолётов. Налетал 3016 часов, 2693 из них на McDonnell Douglas DC-9. Перед работой отдыхал 61 час; продолжительность работы на момент катастрофы составляла 3 часа[5].

В салоне самолёта работали две стюардессы:
- Коллетт Уотсон (англ. Collette Watson). В Eastern Air Lines с 11 сентября 1968 года[5].
- Юджиния Э. Керт (англ. Eugenia A. Kerth), 25 лет. В Eastern Air Lines с 7 января 1970 года[5][7].

## Хронология событий

### Вылет, полёт к Шарлотту
McDonnell Douglas DC-9-31 борт N8984E выполнял регулярный пассажирский рейс EA212 из Чарлстона (Южная Каролина) в Чикаго (Иллинойс) с промежуточной посадкой в Шарлотте (Северная Каролина). Рейс 212 вылетел из Чарлстона в 07:00, на его борту находились 4 члена экипажа и 78 пассажиров.
В интервале между 07:21:46 и 07:25:01 экипаж получил через АТИС информацию «Uniform» следующего содержания: 07:24… Погода в Шарлотте — небо частично скрыто, оценочная высота облачности — 4000 переменная и 12 000 переменная; видимость 1,5 сквозь туман; температура 67°; ветер 360° на 5; давление на высотомере 30,16. Для подхода используется VOR полосы 36. Посадка и взлёт на полосу 36. Прибывающим экипажам — первый контакт с Шарлотт-подход-восточный на один два четыре точка пять (124,5 кГц). Огни подхода полосы 5 неактивны. Сообщите диспетчеру о наличии у вас информации «Юниформ».
В 07:22 центр УВД в Атланте дал рейсу 212 разрешение снижаться и занимать высоту 2438 метров. КВС подтвердил получение информации, а через 50 секунд был отключён автопилот. Далее с 07:23:23 до 07:24:07 речевой самописец зафиксировал переговоры между оператором из расположенного в Шарлотте офисе авиакомпании Eastern Air Lines с тремя другими прибывающими в Шарлотт рейсами той же Eastern Air Lines. В основном эти переговоры заключались в определении расстояния до аэропорта, и за 10 минут до катастрофы экипаж рейса 212 также прошёл эту процедуру по сокращённой схеме. В 07:25:01 авиадиспетчер из центра УВД в Атланте спросил у рейса 212 его высоту полёта, на что командир ответил: …проходим десять. Тогда диспетчер в Атланте дал рейсу 212 разрешение переходить на связь с Шарлоттом, уточнив: …снижайтесь до восьми.

### Заход на посадку
После установления связи с диспетчером «Шарлотт-подход», в 07:25:18 экипаж рейса 212 получил указание: …следуйте курсом ноль четыре ноль, вектор на VOR на конечном этапе захода на полосу три шесть; снижайтесь и занимайте шесть тысяч. Связь с диспетчером осуществлял командир, который подтвердил получение информации, а после выполнения проверки удаления сообщил второму пилоту (он осуществлял пилотирование): В зоне, на что второй пилот ответил: Окей. Далее (до 07:26:56) пилоты зачитали контрольную карту перед заходом на посадку, после чего начали разговаривать на посторонние темы. В 07:27:13 диспетчер контроля дал указание рейсу 212 выполнить левый поворот на курс 360°, одновременно с этим второй пилот сказал: Закрылки на 5°. Пожалуйста, сэр. Далее пилоты продолжили посторонние разговоры, когда в 07:28:37 раздался сигнал предупреждения о подходе к заданной высоте; по данным параметрического самописца, лайнер в это время подходил к высоте 1828 метров. В 07:28:53 диспетчер в Шарлотте дал указание: Поворот влево на курс два четыре ноль, а через некоторое время: Снижайтесь и сохраняйте четыре тысячи. Экипаж подтвердил получение обоих указаний.
В 07:29:05 при скорости 410 км/ч второй пилот попросил КВС довыпустить закрылки на угол 15°. В 07:29:14 диспетчер дал указание по смене частоты, что КВС подтвердил и в 07:29:30 была установлена связь с диспетчером круга («Шарлотт-финал»), которому доложили: …снижаемся до четырёх тысяч, следуем по два четыре ноль. Диспетчер круга дал указание сохранять курс, а также …снижаться и занимать три тысячи, что подтвердил командир. В 07:30:27 диспетчер круга дал указание рейсу 212 снизить скорость полёта до 300 км/ч, после чего в течение минуты (по данным параметрического самописца) скорость самолёта снизилась с 348 до 305 км/ч. В 07:31:09 диспетчер передал: поворот влево на курс 350°, разрешается следовать по вектору захода на VOR, вы в 6 милях к югу от пересечения Росс, КВС вновь подтвердил получение информации. В 07:31:31 в кабине раздался сигнал предупреждения о подходе к высоте 914 метров.
Через 5 секунд (в 07:31:36) командир сказал, что видит башню в парке развлечений «Carowinds», а ещё через 3 секунды (в 07:31:39) диспетчер круга дал указание восстановить нормальную скорость и разрешил переходить на связь с диспетчером посадки («Шарлотт-башня»). Авиалайнер начал ускоряться, примерно за минуту увеличив скорость полёта с 305 до 348 км/ч. Через 8 секунд (в 07:31:47) после связи с диспетчером круга пилоты установили связь с диспетчером посадки и доложили, что находятся в 5 милях южнее пересечения Росс. В ответ диспетчер посадки дал рейсу 212 разрешение продолжать заход на посадку, уточнив, что он второй в очереди. В 07:31:54 раздался сигнал предупреждения о снижении под заданную высоту, так как лайнер снизился до 840 метров.

### Катастрофа
В 07:32:01 КВС объявил: Росс, пять точка пять, одна тысяча восемь сотен; это означало, что рейс 212 вышел на финальную прямую захода на посадку, пройдя пересечение Росс и находясь в 5,5 милях от торца ВПП, высота принятия решения 550 метров. В процессе подхода к аэропорту командир в 07:32:13 сказал, что снова видит башню в парке «Carowinds», на что второй пилот заметил, что парк должен был уже остаться позади, с чем КВС и согласился. Далее второй пилот, зачитывая контрольную карту перед посадкой, попросил КВС выпустить шасси, что было сделано в 07:32:37, а через 4 секунды (в 07:32:41) раздался сигнал GPWS об опасном сближении с землёй, предупреждавший, что самолёт на высоте менее 300 метров над землёй. Но экипаж не отреагировал на этот сигнал, а продолжил зачитывание контрольной карты перед посадкой, что закончил в 07:33:07.
В 07:33:12 один из пилотов сказал: Три девяносто четыре, а другой это подтвердил; в данном случае эта высота подразумевалась как возвышение над минимальной высотой при выполнении подхода. Затем в 07:33:17 командир сказал: Так, прошли Росс, теперь можем снижаться; второй пилот попросил его: Как насчёт пятидесяти, пожалуйста, на что командир ответил: Пятьдесят и выпустил закрылки полностью. По данным параметрического самописца, лайнер в это время находился на высоте 450 метров. В 07:33:36 КВС доложил диспетчеру посадки о прохождении пересечения Росс, на что было дано разрешение выполнять посадку на ВПП № 36. В 07:33:46 с самолёта передали: Отлично, это было последнее радиосообщение с рейса EA212.
Получив разрешение на посадку, КВС в 07:33:52 сказал: Хорошо, у нас всё готово, а затем добавил: Всё что нам надо сделать, так это найти аэропорт. В 07:33:57 КВС успел сказать: Да, как через полсекунды второй пилот вскрикнул, а в 07:33:58 раздался звук первого удара и после этого запись речевого самописца оборвалась.
В регионе стоял туман, был штиль, на небе находились отдельные облака с нижней границей 1500 метров, а видимость достигала 2 километров. Согласно показаниям 11 очевидцев, рейс EA212 снижался на гораздо меньшей высоте, нежели это выполняли остальные самолёты, но в остальном никаких отклонений замечено не было. В 07:33:58 лайнер находился на высоте всего 7,6 метров над землёй, когда законцовкой крыла врезался в ветви деревьев подлеска, а на высоте 4,9 метров над землёй его левая плоскость крыла врезалась в сосны. Пролетев 34 метра от точки первого удара, самолёт с левым креном 5,5° рухнул на кукурузное поле, находившееся на 30 метров ниже уровня аэродрома (228 метров над уровнем моря). Промчавшись по земле ещё 27 метров, самолёт врезался левой законцовкой крыла в грунт, пропахав борозду длиной 5,5 метров. Затем на расстоянии 170 метров от точки первого удара левая плоскость врезалась в толстые сосны и разрушилась. Вытекшее из разрушенных топливных баков авиатопливо сразу воспламенилось, вызвав пожар. Продолжая мчаться через лесополосу, рейс EA212 потерял правые плоскость крыла и горизонтальный хвостовой стабилизатор, а также сильно повредил фюзеляж, пока не рухнул в овраг, где остановился на расстоянии 303 метра от точки первого удара.
Катастрофа произошла в 5,3 километрах от торца взлётной полосы № 36 в точке координат 35°09′14″ с. ш. 80°55′34″ з. д.. В катастрофе погибли 72 человека — 2 члена экипажа (КВС и стюардесса Керт, сидевшая в хвостовой части салона) и 70 пассажиров (одна пассажирка умерла через 6 дней, ещё 1 пассажир — через 29 дней). Выжили 10 человек — 2 члена экипажа (второй пилот и стюардесса Уотсон) и 8 пассажиров, все (кроме стюардессы Уотсон, сидевшей в передней части салона) получили ранения. Стоит отметить, что 1 из пассажиров умер спустя 29 дней после катастрофы, а по тогдашним нормам умершие спустя 7 дней и более после катастрофы относились к «смертельно раненным», поэтому в отчёте указан 71 погибший. В настоящее время смертельно раненым считается умерший спустя 30 дней после катастрофы, то есть по современным нормам в катастрофе погибли 72 человека. Среди погибших оказались отец и двое братьев американского сатирика Стивена Кольбера.
По числу погибших это вторая по масштабам авиакатастрофа в штате Северная Каролина после столкновения над Хендерсонвиллом (близ Эшвилла, 82 погибших).

## Расшифровка переговоров
Переговоры и записи с речевого самописца рейса EA212 в течение последних 5 минут.
| Время      |                                      | Оригинал | Перевод |
| ---------- | ------------------------------------ | --- | --- |
| 07:28:30   | 2П                                   | … elected representatives. | … избираемые представители. |
|            | КВС                                  | Oh yeah, after…. | Ах да, после…. |
| 07:28:34   | КВС                                  | Right, I had this morning the news while a was. | Верно, сегодня утром я узнал новости, пока был здесь.                                                                                         |
| 07:28:37   | КВС                                  | Night stop processing against impeachment. | Ночью остановили процесс против импичмента.                                                                                                   |
|            | Звучит сигнал о низкой высоте полёта | | |
| 07:28:44   | КВС                                  | Because you can’t have a … pardon for Nixon and the Watergate people.                                                                                                | Потому что вы не можете … помиловать Никсона и уотергейтцев.                                                                                  |
| 07:28:49   | КВС                                  | Old Ford’s beginning to take some of his hard knocks. | Старина Форд начинает принимать некоторые из его жёстких ударов.                                                                              |
| 07:28:53   | Ди                                   | Eastern two twelve, turn left heading two four zero. | Истерн два двенадцать, поворот налево курс два четыре ноль.                                                                                   |
| 07:28:57   | КВС                                  | Two four zero, two twelve, were at six. | Два четыре ноль, два двенадцать, мы шестые.                                                                                                   |
| 07:29:00   | Ди                                   | Eastern two twelve. | Истерн два двенадцать. |
| 07:29:02   | КВС                                  | All right, down two four. | Хорошо, вниз два четыре. |
| 07:29:05   | 2П                                   | Fifteen degrees, please. | Закрылки пятнадцать, пожалуйста. |
| 07:29:14   | Ди                                   | Eastern two twelve, contact Charlotte Approach one one niner point zero.                                                                                             | Истерн два двенадцать, связь с Шарлотт-подход один один девять точка ноль.                                                                    |
| 07:29:18   | КВС                                  | One nineteen nothing, good day. | Один девятнадцать, ничего, хорошего дня. |
| 07:29:30   | КВС                                  | Charlotte Approach, Eastern two twelve, descending to four we’re turning to two forty.                                                                               | Шарлотт-подход, Истерн два двенадцать, снижаясь до четырёх, мы поворачиваем к два сорок.                                                      |
| 07:29:34   | Ди                                   | Eastern two twelve, continue heading two four zero, descend and maintain three thousand.                                                                             | Истерн два двенадцать, продолжайте курс два четыре ноль, снижайтесь и поддерживайте три тысячи.                                               |
| 07:29:38   | КВС                                  | All right, on down to three. | Ладно, давай до трёх. |
| 07:29:46   | 2П                                   | One thing that kills me, is the … and all … that’s going on now. We should he taking some definite direction to save the country.                                    | Одна вещь, которая меня убивает, это … и всё … что происходит сейчас. Мы должны взять какое-то определённое направление, чтобы спасти страну. |
| 07:29:54   | 2П                                   | Arabs are taking over everything, they bought, they got so much real estate, so much land, they bought an island for seventeen million dollars off Carolina they, …. | Арабы захватили всё, они купили, они получили так много недвижимости, так много земли, они купили остров за семнадцать миллионов долларов, …. |
| 07:30:01   | 2П                                   | The stock market and the Swiss are going to sink our money, cold over there.                                                                                         | Фондовый рынок и швейцарцы собираются потопить наши деньги, хранящиеся там.                                                                   |
| 07:30:26   | КВС                                  | Okay. | Окей. |
|            | Звучит сигнал о низкой высоте полёта | | |
| 07:30:32   | КВС                                  | Yes sir boy, they got the money don’t they, they got so much money.                                                                                                  | Да сэр, у них есть деньги, не так ли, у них так много денег.                                                                                  |
| 07:30:35   | 2П                                   | That stuff is coming in at such a fantastic rate. | Эта вещь поступает с такой фантастической скоростью.                                                                                          |
| 07:30:36   | КВС                                  | …they owned it all at one time. | …они владели всем этим в одно время. |
| 07:30:38   | 2П                                   | Yeah, I think if we don’t do something by nineteen eighty, they’ll own the world.                                                                                    | Да. я думаю, если мы ничего не предпримем к 1980 году, то весь мир будет принадлежать им.                                                     |
| 07:30:43   | 2П                                   | That’s right. | Это точно. |
| 07:30:46   | 2П                                   | I’ll he willing go to back to one to one car any ah, a lot of other restrictions if we can get something going.                                                      | Я буду готов вернуться у одному к одному автомобилю, любые э-э, много других ограничений, если мы можем что-то сделать.                       |
| 07:30:52   | КВС                                  | Yeah. | Да. |
| 07:30:53   | КВС                                  | He willing to do hat (concurrent with previous). | Он готов снять шляпу (параллельно с предыдущей).                                                                                              |
| 07:30:55   | 2П                                   | …get rid of my little one money. | …избавься от моих маленьких денег. |
| 07:30:56   | КВС                                  | Just as well. | Так хорошо. |
| 07:30:59   | КВС                                  | I’m car poor. I got, well a just got two now. I just gave one to my boy, but I’m buying this new one.                                                                | Я без машины. Я получил, ну только что получил две сейчас. Я только что подарил одну своему мальчику, но я покупаю новую.                     |
| 07:31:09   | Ди                                   | Eastern two twelve, turn right, heading three five zero, cleared vor three six approach. You’re six miles south of Ross Intersection.                                | Истерн два двенадцать, поворот направо, курс три пять ноль, полоса три шесть свободна. Вы в шести милях от пересчения Росса.                  |
| 07:31:15   | КВС                                  | OK, three fifty, cleared for approach. | OK, три пятьдесят, полоса свободна. |
| 07:31:20   | SOUND OF FITCH                       | SOUND OF FITCH | SOUND OF FITCH |
| 07:31:31   | Звучит сигнал о низкой высоте полёта | Звучит сигнал о низкой высоте полёта | Звучит сигнал о низкой высоте полёта |
| 07:31:34   | SOUND OF BEAT MOVEMENT               | SOUND OF BEAT MOVEMENT | SOUND OF BEAT MOVEMENT |
| 07:31:36   | КВС                                  | There’s Carowinds, I think that’s what that is. | Это Carowinds, я думаю, вот что это. |
| 07:31:39   | Ди                                   | Eastern two twelve, you resume normal speed, tower one eighteen one.                                                                                                 | Истерн два двенадцать, вы вернулись к нормальной скорости, башня один восемнадцать один.                                                      |
| 07:31:42   | КВС                                  | One eighteen one, two twelve, good day. | Один восемнадцать, два двенадцать, хорошего дня.                                                                                              |
| 07:31:47   | КВС                                  | Hello, ah, Charlotte tower, it’s Eastern two twelve, we’re about five miles south of Ross.                                                                           | Привет, э-э, Шарлотт-башня, это Истерн два двенадцать, мы примерно в пяти милях к югу от Росса.                                               |
| 07:31:51   | Ди                                   | Eastern two twelve, continue number two. | Истерн два двенадцать, садитесь вторыми. |
| 07:31:54   | Звучит сигнал о низкой высоте полёта | Звучит сигнал о низкой высоте полёта | Звучит сигнал о низкой высоте полёта |
| 07:32:01   | КВС                                  | Ross, five point five, eighteen hundred. | Росс, пять целых пять десятых, тысяча восемьсот.                                                                                              |
| 07:32:13   | КВС                                  | Carowinds. | Carowinds. |
| 07:32:17   | 2П                                   | Ah, that tower, would that tower be it or not? | Ах, эта башня, она будет или нет? |
| 07:32:20   | КВС                                  | No I. | Не знаю. |
| 07:32:21   | КВС                                  | Carowinds, I don’t think it is. | Carowinds, я так не думаю. |
| 07:32:26   | КВС                                  | We’re too far two far in, Carowinds is in back of us. | Мы слишком далеко, Carowinds позади нас. |
| 07:32:27   | 2П                                   | I believe it is. | Я верю, что это так. |
| 07:32:29   | КВС                                  | By, that looks like it, you know, it’s … Carowinds. | Кстати, похоже на то, что это … Carowinds. |
| 07:32:33   | КВС                                  | Yeah, that’s the tower. | Да, это башня. |
| 07:32:34   | 2П                                   | Gear down please, before landing. | Шасси опустить, пожалуйста, перед посадкой.                                                                                                   |
| 07:32:36   | КВС                                  | That’s weat that is. | |
| 07:32:37   | SOUND SIMILAR TO GEAN EXTENSION      | SOUND SIMILAR TO GEAN EXTENSION | SOUND SIMILAR TO GEAN EXTENSION |
| 07:32:41   | SOUND OF TERRAIN WARNING             | SOUND OF TERRAIN WARNING | SOUND OF TERRAIN WARNING |
| 07:32:44   | КВС                                  | Carowinds. | Carowinds. |
| 07:32:48   | КВС                                  | That’s Carowinds there. | Это Carowinds. |
| 07:32:52   | SOUND SIMILAR TO SPOILERS            | SOUND SIMILAR TO SPOILERS | SOUND SIMILAR TO SPOILERS |
| 07:32:54   | КВС                                  | (No smoke), yeah, radar’s up. | (Никакого тумана), да, радар включён. |
| 07:33:12   | Э                                    | Three ninety four. | Три девяносто четыре. |
| 07:33:13   | Э                                    | Got them. | Принято. |
| 07:33:17   | КВС                                  | There’s ar, Ross, now we can go on down. | Так, прошли Росс, теперь можем снижаться. |
| 07:33:22   | 2П                                   | How about fifty degrees, please. | Как насчёт пятидесяти, пожалуйста. |
| 07:33:24   | SOUND OF CLICK                       | SOUND OF CLICK | SOUND OF CLICK |
| 07:33:25   | КВС                                  | Fifty. | Пятьдесят. |
| 07:33:36   | КВС                                  | Ah, Eastern two twelve by Ross. | Э-э, Истерн два двенадцать на Росс. |
| 07:33:44   | Ди                                   | Eastern two twelve, clear to land, three six. | Истерн два двенадцать, полоса три шесть свободна.                                                                                             |
| 07:33:46   | Э                                    | Fine. | Отлично. |
| 07:33:52   | КВС                                  | Yeah, we’re all ready. | Хорошо, у нас всё готово. |
| 07:33:55   | КВС                                  | All we got to do is find the airport. | Всё что нам надо сделать, так это найти аэропорт.                                                                                             |
| 07:33:57   | КВС                                  | Yeah. | Да. |
| 07:33:57,3 | 2П                                   | …. | … (кричит). |
| 07:33:58   | Звук удара                           | Звук удара | Звук удара |
|            | Конец записи                         | | |

## Расследование
Расследованием причин катастрофы рейса EA212 занялся Национальный совет по безопасности на транспорте (NTSB).
По первоначально имевшимся данным, авиалайнер имел необходимые сертификаты и оборудование, а также обслуживался в соответствии с установленными правилами и положениями. С момента вылета из Чарлстона и далее на протяжении всего полёта вплоть до катастрофы его вес и центровка не выходили за пределы допустимого. Не было найдено никаких доказательств разрушения конструкции, столкновения с птицами, пожара или взрыва на борту до столкновения с деревьями и землёй. Электрические и гидравлические системы, а также системы управления полётом функционировали исправно. Нарушений в работе приборов не было. Экипаж имел необходимую квалификацию и был подготовлен для выполнения полёта. Диспетчерская служба аэропорта Дуглас хоть и не потребовала от экипажа подтверждения получения информации от АТИС, но в целом работала нормально и не могла привести к созданию аварийной ситуации.
На основании таких предварительных данных следователи NTSB отбросили версию о технической неисправности, сосредоточившись на погодных условиях и работе экипажа при выполнении посадки, а также на аспектах выживания.

### Выполнение захода
Как было установлено, после вылета из Чарлстона пилотирование осуществлял второй пилот, а КВС вёл переговоры с авиадиспетчерами. Но примерно за 2,5 минуты до катастрофы пилоты разговаривали в кабине на посторонние темы — от политики (не так давно из-за Уотергейтского скандала Ричард Никсон покинул пост президента США) до подержанных автомобилей — и почти ничего о выполнении захода на посадку. Фактически экипаж отвлёкся от пилотирования, что, по мнению комиссии, являлось результатом его безответственного отношения к работе. В 07:32:13 лайнер захватил вектор захода на посадку, когда командир увидел смотровую башню парка «Carowinds», расположенную впереди и слева относительно траектории полёта. Далее пилоты на протяжении 35 секунд 12 раз отвлекались на эту башню, из-за чего не заметили, как самолёт прошёл безопасную высоту 550 метров над уровнем моря (327 метров над уровнем аэродрома), на которой должен был оставаться до пересечения Росс. Спустя 35 секунд с момента первого замечания по смотровой башне авиалайнер оказался под безопасной высотой, притом, что до входа в глиссаду оставалось ещё 2,8 километра. Стоит также отметить, что в разгар дискуссии о башне в 07:32:41 в кабине раздался сигнал GPWS об опасном сближении с землёй. Этот сигнал означал, что до земли осталось всего 300 метров, а также позволял понять, что самолёт снизился под безопасную высоту 327 метров над землёй; но увлечённые разговором пилоты просто проигнорировали этот сигнал.
Пока пилоты обсуждали смотровую башню, лайнер снижался с приборной скоростью 348 км/ч и вертикальной 460 м/мин, пока второй пилот не обратил внимание на приборы в кабине, после чего в 07:32:48 вертикальная скорость была снижена до 91 м/мин, а приборная скорость при этом снизилась до 311 км/ч. В 07:33:24 рейс 212 пролетел пересечение Росс на приборной высоте всего 410 метров (190 метров над уровнем аэродрома), то есть на 140 метров ниже установленной, но командир этого словно не заметил. Также незадолго до пересечения точки Росс кто-то из пилотов сказал Триста девяносто четыре, вероятно посчитав, что это возвышение над безопасной высотой. Также до пересечения Росс второй пилот при приборной скорости 311 км/ч попросил командира выпустить закрылки на угол 50°, хотя в руководстве по лётной эксплуатации, изданной в авиакомпании Eastern Air Lines, было чётко указано, что настолько закрылки допускается выпускать лишь при скорости 226 км/ч. Максимальный допускаемый угол выпуска закрылков при фактической скорости составлял 15° (если точнее, то на такой угол закрылки рекомендовалось выпускать при скорости 300 км/ч).
Когда самолёт пролетел пересечение Росс, командир не назвал высоту полёта, а через несколько секунд вертикальная скорость снижения начала увеличиваться и примерно за 6-7 секунд до столкновения установилась на уровне 240 м/мин. Следователи NTSB не смогли точно ответить на вопрос, почему экипаж на протяжении всего подхода не следил за фактической высотой над местностью. Возможно, это было вызвано тем, что снижение происходило над слоем утреннего тумана, который скрывал поверхность земли, поэтому пилоты отвлеклись от приборов, пытаясь сориентироваться на местности по визуальным объектам; ведь не случайно они столько обсуждали заметно возвышающуюся над местностью башню в парке развлечений, а за секунды до столкновения с деревьями КВС сказал: Всё что нам надо сделать, так это найти аэропорт, то есть экипаж даже не видел ВПП. Затем снизившийся под уровень аэродрома авиалайнер влетел в слой наземного тумана, и поэтому пилоты были вынуждены перейти с визуального на приборный полёт, но не успели в условиях возникшего дефицита времени. Остальные прибывающие в Шарлотт самолёты заходили на посадку по установленной глиссаде, то есть выше, чем рейс 212, а потому на подходе к аэропорту не попадали в туман.
Есть и другое возможное объяснение, почему экипаж не следил за высотой над местностью. Было обнаружено, что высотомер № 1 со стороны КВС и высотомер со стороны второго пилота имели настройку давления на уровень аэродрома, а высотомер № 2 со стороны КВС, который находится на панели чуть ниже — на уровень моря. Исходя из того, что при прохождении пересечения Росс командир сказал: Росс, пять точка пять, одна тысяча восемь сотен, тем самым назвав высоту над уровнем моря, а не над уровнем аэродрома, следователи пришли к мнению, что КВС мог по ошибке следить за высотой по нижнему высотомеру (№ 2), а не по верхнему (№ 1), из-за чего посчитал, что они находятся над землёй гораздо выше, чем на самом деле.
Согласно показаниям второго пилота, он решил, что объявленные командиром 550 метров — это высота над уровнем аэродрома, после чего глянул на свой высотомер. Проводя перекрёстную проверку, второй пилот перевёл взгляд с башни-аттракциона на свой высотомер и увидел, что стрелка находится между цифрами 6 и 7. В окошке, указывающем тысячи футов, цифра «1» при этом не отображалась. Фактически высотомер в это время показывал высоту 670 футов (200 метров), но у второго пилота после слов командира «1800» в подсознании зафиксировалась эта первая цифра «1», поэтому показание в «670» он на подсознательном уровне зафиксировал как 1670 футов (510 метров) над уровнем аэродрома. Продолжая считать, что они ещё на значительной высоте относительно местности, второй пилот продолжил выполнять стандартный заход на посадку. Командир также считал, что они на высоте более, чем 300 метров (минимальная высота над препятствиями при визуальных полётах), раз не делал никаких замечаний по этому поводу. В то же время, если бы он отвлёкся от зачитывания контрольной карты перед посадкой и посмотрел наружу сквозь фонарь кабины, то он мог бы заметить, что фактическая высота расходится с называемыми им значениями.
Конечно, следователи NTSB признали, что всё вышесказанное не имеет чётких доказательств, так как невозможно точно определить, о чём на самом деле думали пилоты в тот момент. По сути предложенная следователями версия событий в чём-то даже смахивала на спекуляцию, хотя из данных бортовых самописцев достаточно явно наблюдалось, что экипаж неправильно использовал установленные на уровень аэродрома высотомеры. Фактически пилоты нарушили установленные процедуры действий.

### Аспекты выживания
Из 82 человек на борту лайнера погибли 72 (в отчёте — 71), то есть почти 88 %. Этому способствовали три фактора:
1. После разрушения фюзеляжа находившиеся в уцелевшей части салона продолжали подвергаться опасности.
2. Возникший после разрушения планера пожар полностью поглотил центральную и частично хвостовую части пассажирского салона.
3. Многие ремни безопасности лопнули, хотя перегрузки были в пределах допустимого.

При столкновениях с деревьями передняя часть фюзеляжа, включая кабину пилотов и начало пассажирского салона, оказалась разрушена, при этом сразу погиб КВС. Хвостовая часть, включая пять задних рядов кресел, относительно уцелела, но попала под воздействие возникшего на месте катастрофы пожара. Тела большинства пассажиров были найдены снаружи фюзеляжа, то есть при столкновении самолёта с деревьями пассажирские сидения были сорваны с креплений, после чего пассажиров начало швырять по салону и выбрасывать наружу. Сидевшие в отделившейся хвостовой части пассажиры уцелели при разрушении самолёта, но после большинство из них погибли в пожаре. В разрушенной передней части фюзеляжа выжили только 3 человека — второй пилот, стюардесса Уотсон и 1 пассажир. Стюардесса относительно не пострадала и вместе с уцелевшим пассажиром начала помогать потерявшему сознание второму пилоту, после чего все трое выбрались из кабины через её левую форточку. Переднюю дверь салона заклинило при ударе и завалило обломками, из-за чего ей никто не воспользовался. Аварийными выходами никто не воспользовался, так как (возможно) они были окружены огнём. Дверь заднего запасного выхода была свободна, но сидевшая в задней части стюардесса Керт была без сознания (позже она погибла в пожаре), а пассажиры не знали, как работает механизм открытия двери.
Изучение характера пожара показало, что после разрыва топливных баков произошло вытекание, а затем воспламенение авиационного топлива. Быстро растёкшееся авиатопливо создало и обширную площадь пожара, который был наиболее интенсивным в районе центральной части фюзеляжа. Затем из-за огня загорелась и отделка салона, при этом происходило выделение дыма с большой концентрацией цианида — опасного яда, вызывающего быструю смерть. Позже патологическая экспертиза обнаружила в телах погибших незначительные концентрации цианида, которых оказалось достаточно для очень быстрой смерти.

## Окончательный отчёт расследования
1. Катастрофа не была вызвана нарушениями в работе наземного оборудования, самолёта или его систем.
2. В районе Шарлотта стоял прерывистый низко стелющийся туман, который находился под нормальной траекторией для визуального захода на посадку, но в самом тумане видимость резко сокращалась.
3. Заход на посадку осуществлялся в ручном режиме под управлением второго пилота, тогда как командир занимался радиопередачами и проверкой пунктов из контрольного списка.
4. В кабине пилотов на протяжении всего подхода и захода на посадку стояла слабая рабочая атмосфера из-за разговоров на посторонние темы.
5. В кабине звучал сигнал предупреждения о высоте менее 300 метров над землёй, но пилоты его проигнорировали.
6. После выхода на финальную прямую захода на посадку авиалайнер спустился под высоту 550 метров при удалении от аэропорта больше двух миль, после чего выполнял снижение на скорости 344 км/ч.
7. Точка входа в глиссаду была пройдена на высоте 410 метров, то есть на 140 метров ниже установленной, и при приборной скорости 344 км/ч вместо установленных 225 км/ч.
8. В процессе выполнения захода на посадку не было сказано обязательных сообщений о высоте в 150 метров над местностью или о возвышении в 30 метров над установленной минимальной высотой снижения.
9. Сразу после столкновения с деревьями возник сильный пожар.
10. Люди погибли из-за ударных травм (о конструкцию самолёта) и воздействия пожара.
11. Двери выходов, за исключением запасного выхода в хвостовой части, оказались заблокированы снаружи.
12. Вязанная синтетическая одежда в условиях пожара только усиливала тяжесть ожогов.

Окончательный отчёт расследования NTSB (AAR-75-09) был опубликован 23 мая 1975 года (через 8,5 месяцев после катастрофы).
Согласно отчёту, причиной катастрофы стали ошибки экипажа — из-за своей недисциплинированности (разговоры на рабочем месте на посторонние темы) пилоты не соблюдали установленные процедуры по выполнению захода на посадку, в результате чего на этом важном этапе они не знали о своей фактической высоте над местностью.

## Последствия катастрофы
Вскоре после катастрофы в авиакомпании Eastern Air Lines внесли изменения в правила по выполнению подхода. Теперь в случае звучания сигнала предупреждения о высоте менее 1000 футов (304 метра) над местностью пилоты были обязаны вслух объявить об этом. Другим дополнением стало указание, чтобы пилоты устанавливали сигнализатор радиовысотомера на MDA (Высота принятия решения), либо на 150 метров при выполнении захода на полосу, чья курсо-глиссадная система не оборудована радиоаппаратурой для наведения на глиссаду.
В 1981 году, через 6 лет после опубликования отчёта о расследовании причин катастрофы рейса EA212, Федеральное управление гражданской авиации США внедрило «Правило стерильной кабины», запрещающее разговоры в кабине пилотов на посторонние темы в ходе важных этапов полёта, преимущественно на высотах менее 3000 метров, включая взлёт и посадку.

## Аналогичные происшествия
- Катастрофа Ан-2 в Лановцах 17 октября 1978 года[28]
- Катастрофа Boeing 727 в Далласе
- Катастрофа Boeing 737 в Буэнос-Айресе

### Комментарии
1. ↑  Здесь и далее указано Североамериканское летнее восточное время — EDT
2. ↑  Пересечение Росс (англ. Ross Intersection) расположено в 11,1 километрах к югу от торца взлётной полосы
3. ↑  Речь идёт о вращающейся смотровой башне «Carolina Skytower», которая расположена в 1,6 километрах к юго-юго-западу от пересечения Росс. Башня имеет высоту 97,5 метров, а с учётом яркой окраски и интенсивного освещения она достаточно хорошо заметна на большом расстоянии